# Candeias (Bahia)
Candeias és un municipi de l'estat de Bahia al Brasil. La seva població recensada el 2015 era de 88.806 habitants. Posseeix una àrea de 265,555 km². Els seus orígens es remunten al segle xvi.